# Håsjö distrikt
Håsjö distrikt är ett distrikt i Bräcke kommun och Jämtlands län. Distriktet ligger omkring Kälarne i östra Jämtland. 

## Tidigare administrativ tillhörighet
Distriktet inrättades 2016 och utgörs av Håsjö socken i Bräcke kommun.
Området motsvarar den omfattning Håsjö församling hade 1999/2000.

## Tätorter och småorter
I Håsjö distrikt finns en tätort och en småort.

### Tätorter
- Kälarne (del av)

### Småorter
- Håsjöbyn